# Flux de treball
El flux de treball (workflow en anglès) és l'estudi dels aspectes operacionals d'una activitat de treball: com s'estructuren les tasques, com es fan, quin és el seu ordre correlatiu, com se sincronitzen, com flueix la informació que suporta les tasques i com se li fa seguiment al compliment de les tasques. Generalment els problemes de flux de treball es modelen amb xarxes de Petri.
Si bé el concepte de flux de treball no és específic a la tecnologia de la informació, una part essencial del programari per treball col·laboratiu (groupware) és justament el flux de treball. Una aplicació de fluxos de treball automatitza la seqüència d'accions, activitats o tasques utilitzades per a l'execució del procés, incloent el seguiment de l'estat de cadascuna de les seves etapes i l'aportació de les eines necessàries per gestionar.
Es poden distingir tres tipus d'activitat:
- Activitats col·laboratives: un conjunt d'usuaris treballen sobre un mateix fitxer de dades per obtenir un resultat comú. Té entitat el treball de cada un d'ells en si mateix.
- Activitats cooperatives: Un conjunt d'usuaris treballen sobre el seu propi conjunt particular, establint els mecanismes de cooperació entre ells. No té entitat el treball de cap d'ells si no és vist des del punt de vista global del resultat final.
- Activitats de coordinació.

## Objectius d'un sistema de flux de treball
- Reflectir, mecanitzar i automatitzar els mètodes i organització en el sistema d'informació
- Establir els mecanismes de control i seguiment dels procediments organitzatius
- Independitzar el mètode i flux de treball de les persones que l'executen
- Facilitar la mobilitat del personal
- Suportar processos de reenginyeria de negoci
- Agilitzar el procés d'intercanvi d'informació i agilitzar la presa de decisions d'una organització, empresa o institució

## Sistemes de flux de treball
El propòsit dels sistemes de flux de treball, o BPMS - Business Process Management Systems, és apropar persones, processos i màquines, per tal de reduir temps i accelerar la realització d'un treball. Aquests sistemes permeten treballar en equip des de diferents llocs físics.
Els sistemes de flux de treball faciliten l'automatització dels fluxos de treball entre processos i permeten integrar els processos de l'empresa, redissenyats d'acord amb ajuda de noves estratègies.
Existeixen en el mercat diversos productes com ser FlowMind, openEDMS, wf.com.mx, cardiff, IBM, etc.
Hi ha moltes metodologies que culminen en la implementació d'un sistema d'aquest tipus com són Diagrama de Rols, BPMN, IDEF0, Cicles de treball, etc.